# 劉珩 (成化進士)
劉珩（1442年—？），字文鳴，浙江紹興府上虞縣人，民籍，明朝政治人物。進士出身。

## 生平
早年出身國子生，浙江鄉試第七十七名。成化十四年（1478年）戊戌科會試第二百九十七名，殿試登進士第三甲第四十八名。历任浦城县知縣。

## 家族
曾祖父劉正言，曾任知縣。祖父劉綏，曾任知州。父亲劉雲。母陳氏，繼母趙氏。具慶下。兄環。弟璐、璉。娶葛氏。